# Dekonstruktion
 Der er for få eller ingen kildehenvisninger i denne artikel, hvilket er et problem. Du kan hjælpe ved at angive troværdige kilder til de påstande, som fremføres i artiklen.

Dekonstruktion er et begreb, der stammer fra den franske filosof Jacques Derridas værk De la grammatologie fra 1967, der har haft stor indflydelse i litteraturteorien. Det er karakteristisk for dekonstruktionen, at den altid forholder sig kritisk til andre fænomener som fx filosofihistorie. En litterat udtrykker det således, at dekonstruktionen altid skal "ses som et korrektiv, et supplement eller en strategi, der udfolder sig inden for noget andet eller i relation til noget andet." Begrebet blev populariseret i USA i 70'erne og inddraget i det litteraturvidenskabelige curriculum, hvorfra det blev eksporteret tilbage til Europa. Dekonstruktionens metodiske greb går ud på at genoverveje tekster især inden for den vestlige filosofiske tradition således, at man overvejer de præmisser, disse tekster bygger på. Gennem dette greb ser disse tekster ud til at ændre sig og blive komplicerede. Dekonstruktive læsninger ender således nogle gange med at konkludere, at tekster har det med at modsige deres egne intentioner og påstande.